# Suncus
Suncus is een geslacht van zoogdieren uit de familie van de spitsmuizen (Soricidae).

## Soorten
Er worden 18 soorten in dit geslacht geplaatst:
- Suncus aequatorius (Heller, 1912)
- Suncus dayi (Dobson, 1888)
- Suncus etruscus (Savi, 1822)
- Suncus fellowesgordoni Phillips, 1932
- Suncus hosei (Thomas, 1893)
- Suncus hututsi Kerbis Peterhans & Hutterer, 2009
- Suncus infinitesimus (Heller, 1912)
- Suncus lixa (Thomas, 1898)
- Suncus malayanus (Kloss, 1917)
- Suncus megalurus (Jentink, 1888) – Bosklimspitsmuis
- Suncus mertensi Kock, 1974 – Floresdikstaartspitsmuis
- Suncus montanus (Kelaart, 1850)
- Suncus murinus (Linnaeus, 1766) – Muskusspitsmuis
- Suncus niger (Horsfield, 1851)
- Suncus remyi Brosset, Dubost & Heim de Balsac, 1965 – Gabondwergdikstaartspitsmuis
- Suncus stoliczkanus (Anderson, 1877)
- Suncus varilla (Thomas, 1895)
- Suncus zeylanicus Phillips, 1928